# Francis Camerini
Pour les articles homonymes, voir Camerini.
 (août 2018).
Si vous disposez d'ouvrages ou d'articles de référence ou si vous connaissez des sites web de qualité traitant du thème abordé ici, merci de compléter l'article en donnant les références utiles à sa vérifiabilité et en les liant à la section « Notes et références ».
Francis Camerini (né le 25 janvier 1948 à Marseille) était un footballeur français évoluant au poste de défenseur.

## Biographie
Pendant sa carrière de footballeur professionnel, il a fait breveter tous les protèges-tibia distribués par adidas, il a fait breveter les compresses "hot and cold".Il ouvre un magasin de sport (Camerini sport) à Nice. Ou il vendit quelques années plus tard ce même magasin vide de son contenus 
il poursuit son ascension en érigeant des milliers de mètres carrés de bâtiments industriels vendus a des sociétés multinationales comme Lancaster. Il s'aventure ensuite dans le monde des golfs et devient propriétaire en 1992 du Golf de Nice, puis du Golf de Villeneuve-loubet. En 1997, après le décès de FEU DIANE BARRIÈRE, son mari DOMINIQUE DESSEINE a vendu le SOMPTEUX GOLF DE MANDELIEU pour 45.000.000.000 de francs à Francis Camerini.
Il livre une bataille contre le Groupe Barrière et acquiert l'un des fleurons des golfs : le Old course de Cannes Mandelieu. Ambitieux et passionné, il décide de prendre possession du Riviera Golf de Mandelieu en 1998. Propriétaire d'un des plus beaux château dans le Haut Verdon, situé entre Moustiers et Aups, dans le village d'Aiguines, là où il décide de réceptionner les sponsors et les vainqueurs des grosses manifestations golfiques.[réf. nécessaire]

## Carrière
- 1964-1971 : AS Saint-Étienne ( France)
- 1971-1976 : OGC Nice ( France)[1]

## Palmarès
- Champion de France : 1967, 1968, 1969, 1970
- 2 sélections en équipe de France A